# Mit Fried und Freud ich fahr dahin

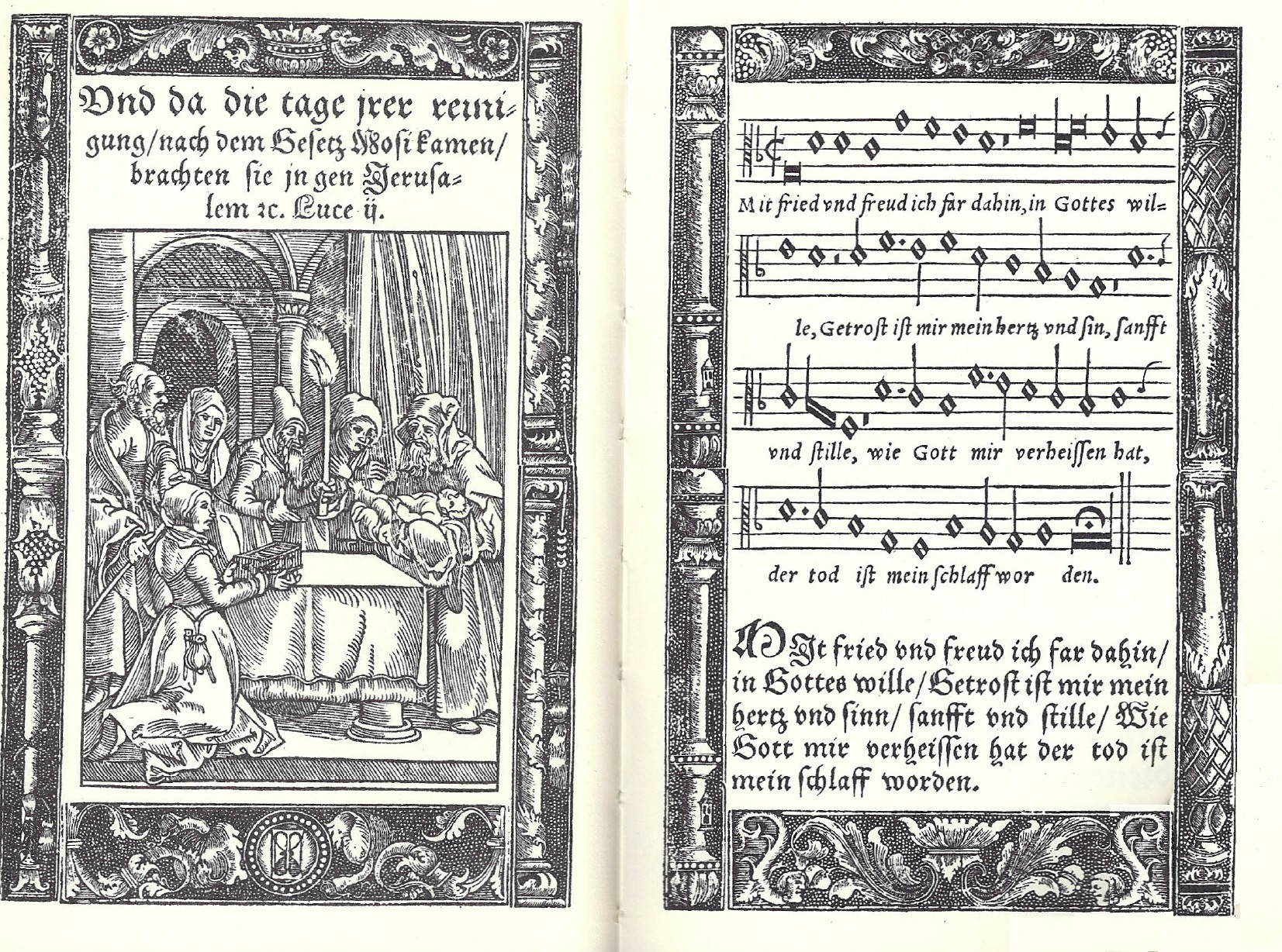
Mit Fried und Freud ich fahr dahin, Text und Melodie mit biblischer Illustration, Bapstsches Gesangbuch 1545

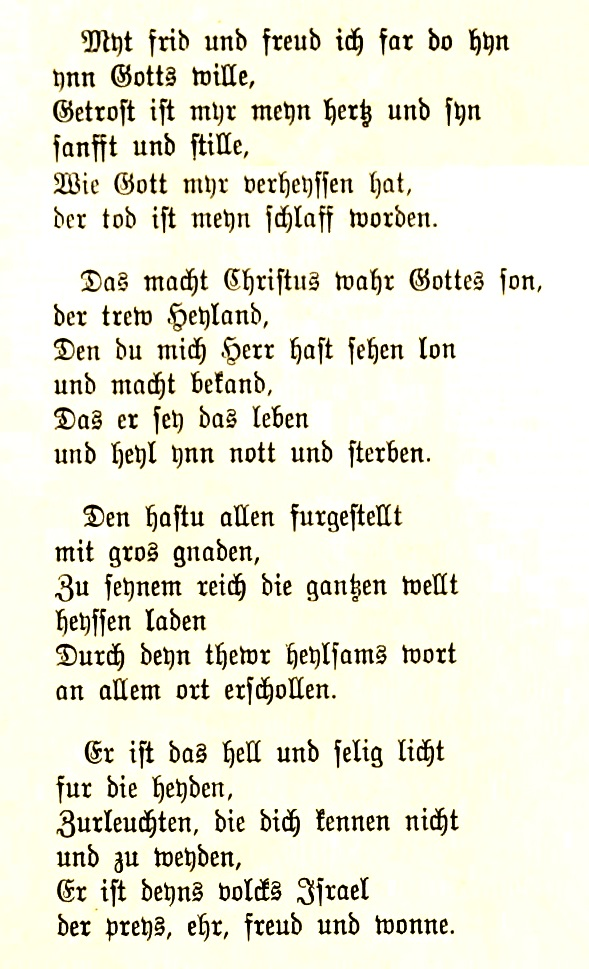
Mit Fried und Freud, Wittenbergisches Gesangbuch 1524 (Nachdruck WA 35)

Mit Fried und Freud ich fahr dahin ist ein Kirchenlied von Martin Luther. Er verfasste Text und Melodie im Frühjahr 1524 im Zuge seines ersten Kirchenliederschaffens. In Johann Walters Geystlich Gesangk Buchleyn ist es im selben Jahr abgedruckt, es fehlt jedoch noch im Erfurter Enchiridion.

## Inhalt
Das Lied ist eine ausdeutende Nachdichtung des Lobgesangs des Simeon (Lk 2,29–32 ), der prophetischen Worte, mit denen der greise Simeon auf die Darbringung des Jesuskindes im Tempel durch Maria und Josef antwortet. Luther formt die vier Aussagen der Vorlage in vier Strophen aus:
- freudige Bejahung des Sterbens,
- begründet in der Begegnung mit dem Heiland,
- der für alle Völker gekommen ist,
- Licht für die Heiden und Herrlichkeit für Israel.

Mit dem lateinischen Nunc dimittis war Luther als Mönch aus der täglichen Komplet vertraut. Das Lied bekam seinen liturgischen Ort am 2. Februar, der auch in den lutherischen Ordnungen als Festtag beibehalten wurde. Daneben wurde es zu einem der wichtigsten Sterbe- und Begräbnislieder; in diesen Zusammenhang stellt es auch das Evangelische Gesangbuch (Nr. 519).

## Form
Die Strophenform mit ihrem ausgeprägten Wechsel der Zeilenlängen und der Wortakzente ist einzigartig und verleiht einzelnen Textwendungen starken Nachdruck. Da die Hebungen nicht regelmäßig verteilt sind, fallen beim Singen auch unbetonte Silben auf Melismen, was manche früheren Gesangbuchbearbeiter durch Text- oder Melodieveränderungen zu umgehen suchten. Das Evangelische Gesangbuch folgt Luthers Wortlaut wieder ohne Eingriffe in den Wortrhythmus und unterlegt im Druckbild alle Strophen der Melodie.

## Text
| Heute gebräuchlicher Liedtext | Der Lobgesang des Simeon (Luther 2017)                                  |
| --- | ----------------------------------------------------------------------- |
| Mit Fried und Freud ich fahr dahin in Gotts Wille; getrost ist mir mein Herz und Sinn, sanft und stille, wie Gott mir verheißen hat: der Tod ist mein Schlaf worden.    | Herr, nun lässt du deinen Diener in Frieden fahren, wie du gesagt hast; |
| Das macht Christus, wahr’ Gottes Sohn, der treu Heiland, den du mich, Herr, hast sehen lan und g’macht bekannt, dass er sei das Leben mein und Heil in Not und Sterben. | denn meine Augen haben deinen Heiland gesehen,                          |
| Den hast du allen vorgestellt mit groß Gnaden, zu seinem Reich die ganze Welt heißen laden durch dein teuer heilsam Wort, an allem Ort erschollen.                      | den du bereitet hast vor allen Völkern,                                 |
| Er ist das Heil und selig Licht für die Heiden, zu ’rleuchten, die dich kennen nicht, und zu weiden. Er ist deins Volks Israel Preis, Ehre, Freud und Wonne.            | ein Licht, zu erleuchten die Heiden und zum Preis deines Volkes Israel. |

## Melodie und Bearbeitungen
Die dorische Melodieⓘ folgt dem Text der ersten Strophe intensiv ausdeutend. Quintaufschwünge, Punktierungen und Melismen drücken die „Freude“ aus, die Molltönung den „Frieden“. Eindrücklich und für musikalische Bearbeiter aller Zeiten inspirierend ist der Abstieg unter den Grundton auf die Textwendung „sanft und stille“.
Von den zahlreichen Bearbeitungen zählen zu den bedeutendsten Satz 21 von Schütz’ Musikalischen Exequien, Buxtehudes gleichnamige Trauermusik, Bachs Kantaten Gottes Zeit ist die allerbeste Zeit (vorletzter Satz) und Mit Fried und Freud ich fahr dahin sowie der Schlusschoral von Brahms’ Motette Warum ist das Licht gegeben dem Mühseligen.

## Übersetzungen
Ins Dänische übersetzt, „Med glæde og fred far jeg nu hen...“ im dänischen Gesangbuch Rostock 1529, Nr. 44, übernommen in das Gesangbuch von Ludwig Dietz, Salmebog 1536. Die niederdeutsche Fassung „MJt frede vnde fröwde ick vare darhen yn Gades willen…“ übersetzt im dänische Gesangbuch von Hans Tausen, En Ny Psalmebog, 1553, als „Met glæde oc fred far ieg nun hen…“. Neu bearbeitet als „Med fred og fryd jeg farer hen…“ aufgenommen in das dänische Gesangbuch Den Danske Salmebog, Kopenhagen 1953, Nr. 117, und in Den Danske Salmebog, Kopenhagen 2002, Nr. 133 (nach frühen dänischen Übersetzungen seit 1528, aber in der endgültigen Bearbeitung durch Nikolai Frederik Severin Grundtvig, 1845).